# Liste der Baudenkmale in Damnatz
In der Liste der Baudenkmale in Damnatz sind alle Baudenkmale der niedersächsischen Gemeinde Damnatz aufgelistet. Die Quelle der Baudenkmale, der ID`s und der Beschreibungen ist der Denkmalatlas Niedersachsen. Der Stand der Liste ist der 16. Februar 2021.

## Allgemein
In den Spalten befinden sich folgende Informationen:
- Lage: die Adresse des Baudenkmales und die geographischen Koordinaten. Kartenansicht, um Koordinaten zu setzen. In der Kartenansicht sind Baudenkmale ohne Koordinaten mit einem roten Marker dargestellt und können in der Karte gesetzt werden. Baudenkmale ohne Bild sind mit einem blauen Marker gekennzeichnet, Baudenkmale mit Bild mit einem grünen Marker.
- Bezeichnung: Bezeichnung des Baudenkmales
- Beschreibung: die Beschreibung des Baudenkmales. Unter § 3 Abs. 2 NDSchG werden Einzeldenkmale und unter § 3 Abs. 3 NDSchG Gruppen baulicher Anlagen und deren Bestandteile ausgewiesen.
- ID: die Objekt-ID des Baudenkmales
- Bild: ein Bild des Baudenkmales, ggf. zusätzlich mit einem Link zu weiteren Fotos des Baudenkmals im Medienarchiv Wikimedia Commons. Wenn man auf das Kamerasymbol klickt, können Fotos zu Baudenkmalen aus dieser Liste hochgeladen werden:

## Damnatz

### Gruppen baulicher Anlagen in Damnatz
| Lage                                         | Bezeichnung                    | Beschreibung | ID       | Bild |
| -------------------------------------------- | ------------------------------ | --- | -------- | ---- |
| Kirche, Kirchhof 53° 8′ 10″ N, 11° 10′ 40″ O | Kirche mit umgebendem Friedhof | Die Kirche ist das älteste Gebäude des Ortes. Auf dem Kirchhof befinden sich einzelne Grabmale aus dem 19. Jahrhundert sowie ein Kriegerdenkmal.                                                                                | 30825785 |      |
| Achter Höfe 26 53° 8′ 7″ N, 11° 10′ 39″ O    | Hofanlage                      | Die Hofanlage Achter Höfe 26 besteht aus einem Wohn-/Wirtschaftsgebäude des 17. und zwei Wirtschaftsgebäuden des 19. Jahrhunderts. Ehemalige Hofstelle Nr. 7.                                                                   | 30825825 | BW   |
| Am Elbdeich 10 53° 7′ 54″ N, 11° 10′ 43″ O   | Hofanlage                      | Die Hofanlage Am Elbdeich 10 trug als Hofstelle ehemals die Nr. 2. Sie besteht aus einem inschriftlich 1664 errichteten Wohn-/Wirtschaftsgebäude aus Fachwerk, einer 1851 errichteten Fachwerkscheune und einem jüngeren Stall. | 30825795 |      |
| Am Elbdeich 17 53° 8′ 2″ N, 11° 10′ 40″ O    | Hofanlage                      | Die Hofanlage Am Elbdeich 17 in Damnatz besteht aus einem Wohn-/Wirtschaftsgebäude des 18. und zwei Wirtschaftsbauten (Stall und Scheune) des späten 19. Jahrhunderts. Ehemalige Hofstelle Nr. 5.                               | 30825805 |      |
| Rieckens Drift 3 53° 8′ 3″ N, 11° 10′ 37″ O  | Hofanlage                      | Das Vierständer-Hallenhaus von 1866 wurde auf der Wirtschaftsseite mit Ziegelfachwerk gebaut; auf der Wohnseite dagegen aus massivem Mauerwerk (s. u.).                                                                         | 30825815 |      |

### Einzelbaudenkmale in Damnatz
| Lage                                        | Bezeichnung                   | Beschreibung | ID       | Bild |
| ------------------------------------------- | ----------------------------- | --- | -------- | ---- |
| Achter Höfe 26 53° 8′ 7″ N, 11° 10′ 38″ O   | Wohn-/Wirtschaftsgebäude      | Das Haupthaus gehört zu den ältesten Gebäuden in Damnatz; das Haus wurde kurz nach 1650 in der Wiederaufbauphase nach dem Dreißigjährigen Krieg errichtet. Zweiständerhaus mit Backsteinausfachung unter Satteldach in Asbestzementschindeldeckung. | 30834336 |      |
| Achter Höfe 26 53° 8′ 8″ N, 11° 10′ 40″ O   | Stall                         | Langgestreckter Fachwerkbau mit Backsteinausfachung auf hohem Backsteinsockel. Unter zwei in unterschiedlichen Höhen liegenden Satteldächern. Nachträglich verkürzt worden. Errichtet in der zweiten Hälfte des 19. Jahrhunderts. | 30834297 | BW   |
| Achter Höfe 26 53° 8′ 8″ N, 11° 10′ 41″ O   | Scheune                       | Kleiner Fachwerkbau mit Backsteinausfachung, unter Satteldach in Hohlpfannendeckung. Errichtet in der zweiten Hälfte des 19. Jahrhunderts. | 30834357 |      |
| Achter Höfe 43 53° 8′ 3″ N, 11° 10′ 35″ O   | Längsscheune                  | Fachwerkbau mit Backsteinausfachung. Ausmittige Längsdurchfahrt. Unter Halbwalmdach. Errichtet 1802 (i). Gehörte ehemals zur Hofstelle Nr. 6 (heute Rieckens Drift 3). | 30834394 |      |
| Achter Höfe 53 53° 8′ 8″ N, 11° 10′ 33″ O   | Wohnhaus (ehemalige Molkerei) | Eineinhalbgeschossiger, teilunterkellerter Backsteinbau mit Wohnung und Molkerei. Westlicher Anbau als ehemaliges Kesselhaus mit kleinem Industrieschornstein. Satteldach in Falzziegeldeckung. Errichtet 1904 (i). | 30834185 |      |
| Achter Höfe 55 53° 8′ 9″ N, 11° 10′ 32″ O   | Wohn-/Wirtschaftsgebäude      | Querdielenhaus in Fachwerk mit Backsteinausfachung. Wirtschaftsteil im Norden mit straßenseitigem Dielentor. Wohnteil im Süden mit zweiachsigem Zwerchhaus über dem Hauseingang. Zeitgenössische Haustür. Satteldach in Falzziegeldeckung. Errichtet durch den Tischler Friedrich Brockmann 1909. Ehemalige Hofstelle Nr. 58.                                                | 30834166 |      |
| Am Elbdeich 9 53° 7′ 54″ N, 11° 10′ 43″ O   | Wohn- und Wirtschaftsgebäude  | Zum Elbdeich giebelständiges Zweiständerhaus in Fachwerk mit Backsteinausfachung, unter Halbwalmdach mit Asbestzementschindeldeckung. Errichtet 1793 (i). | 30834610 |      |
| Am Elbdeich 10 53° 7′ 56″ N, 11° 10′ 42″ O  | Wohn- und Wirtschaftsgebäude  | Zweiständerhaus von 1664, aus der ersten Wiederaufbauphase nach dem Dreißigjährigen Krieg. | 30834571 |      |
| Am Elbdeich 10 53° 7′ 56″ N, 11° 10′ 45″ O  | Scheune                       | Zum Elbdeich giebelständiger Vierständerbau mit Backsteinausfachung, unter Halbwalmdach. Mittige Längsdurchfahrt. Errichtet 1851 (i). | 30834223 | BW   |
| Am Elbdeich 10 53° 7′ 56″ N, 11° 10′ 43″ O  | Stall                         | Langgestreckter Massivbau aus Backstein unter Satteldach in Hohlpfannendeckung. Errichtet 1881 (i). | 30834553 | BW   |
| Am Elbdeich 11 53° 7′ 57″ N, 11° 10′ 43″ O  | Wohn- und Wirtschaftsgebäude  | Kleines Zweiständerhaus mit Backsteinausfachung, unter Halbwalmdach. Errichtet in der Mitte des 17. Jahrhunderts. | 30834535 |      |
| Am Elbdeich 17 53° 8′ 3″ N, 11° 10′ 41″ O   | Wohn- und Wirtschaftsgebäude  | Zweiständerhaus mit Backsteinausfachung unter Halbwalmdach in Ziegeldeckung. Errichtet 1734 (i, d). | 30834514 |      |
| Am Elbdeich 17 53° 8′ 3″ N, 11° 10′ 41″ O   | Stall                         | Langgestreckter Gefügebau mit Backsteinausfachung. Satteldach in Ziegeldeckung. Errichtet Ende des 19. Jahrhunderts. | 30834477 | BW   |
| Am Elbdeich 17 53° 8′ 2″ N, 11° 10′ 40″ O   | Scheune                       | Vierständerbau mit Backsteinausfachung, unter Halbwalmdach. Mittige Längsdurchfahrt. Errichtet Ende des 19. Jahrhunderts. | 30834495 | BW   |
| Am Elbdeich 20 53° 8′ 17″ N, 11° 10′ 43″ O  | Pegelhaus                     | Errichtet als Pegelhaus für die Elbe am Elbdeich um 1900. | 34386638 | BW   |
| Kirchstraße 53° 8′ 10″ N, 11° 10′ 39″ O     | Kirche                        | Die evangelische Kirche Damnatz wurde laut Inschrift über der Eingangstür im Jahre 1617 erbaut (heute renoviert), der Westturm wurde wahrscheinlich im Jahre 1813 hinzugefügt. Im Inneren befindet sich eine einfache Kanzel aus dem 17. Jahrhundert. Das Altarretabel zeigt ein Bild „Christus am Kreuz als Brunnen des Lebens“. Es stammt wohl aus dem Baujahr der Kirche. | 30834628 |      |
| Kirchstraße 53° 8′ 26″ N, 11° 10′ 22″ O     | Kirchhof                      | Die Fachwerkkirche von Damnatz wird von einem begrünten Kirchhof mit altem Baumbestand umgeben. | 30834592 | BW   |
| Kirchstraße 7 53° 8′ 10″ N, 11° 10′ 35″ O   | Wohn-/Wirtschaftsgebäude      | Der geschützte Wirtschaftsteil dieses Zweiständerhauses stammt aus der Wiederaufbauphase nach dem Dreißigjährigen Krieg (kurz nach 1650). | 30834279 |      |
| Kirchstraße 10 53° 8′ 13″ N, 11° 10′ 39″ O  | Wohn-/Wirtschaftsgebäude      | Großes Vierständerhaus in Fachwerk mit Backsteinausfachung. Halbwalmdach in Hohlpfannendeckung. Errichtet 1878 (i). | 30834261 |      |
| Rieckens Drift 1 53° 8′ 5″ N, 11° 10′ 41″ O | Wohnhaus                      | Fachwerkbau mit Backsteinausfachung unter Satteldach in Ziegeldeckung. Es handelt sich um ein ehemaliges Nebengebäude (heute zu Wohnzwecken umgebaut) der Hofstelle Nr. 6. Errichtet im 19. Jahrhundert. | 30834458 | BW   |
| Rieckens Drift 3 53° 8′ 4″ N, 11° 10′ 39″ O | Wohn- und Wirtschaftsgebäude  | Das Vierständer-Hallenhaus von 1866 ist auf der Wohnseite mit massivem Mauerwerk gebaut, auf der Wirtschaftsseite aber noch mit traditionellem Ziegelfachwerk (s. o.). | 30834436 |      |
| Rieckens Drift 3 53° 8′ 3″ N, 11° 10′ 37″ O | Scheune                       | Eingeschossiger Wandständerbau mit Backsteinausfachung. Im Nordosten hofseitig Kübbung, etwa mittig die Durchfahrt. Südwestlicher Teil mit späteren Anbauten unter flachem Pultdach. Unter Satteldach, teilweise in Ziegeldeckung. Errichtet 1765 (i). | 30834415 |      |

### Ehemalige Einzelbaudenkmale in Damnatz
| Lage                                                                              | Bezeichnung                                    | Beschreibung | ID | Bild |
| --------------------------------------------------------------------------------- | ---------------------------------------------- | --- | -- | ---- |
| Nr. 17 (veraltet; später: zwischen Kirchstraße 20/24) 53° 8′ 16″ N, 11° 10′ 36″ O | Speicher                                       | Der Speicher war Ende des 17. Jahrhunderts erbaut worden. Heute existiert das Gebäude nicht mehr (lt. Aussage eines Anwohners wurde der Speicher bei einem Sturm zerstört). Das Bild zeigt den ungefähren Standort (Markierung). |    |      |
| Am Elbdeich 3 53° 7′ 46″ N, 11° 10′ 48″ O                                         | Wohnhaus mit fassadenbezogener Baumbepflanzung | Letzter baulicher Rest einer früheren Ziegelei (diese wurde bereits 1767 bezeugt); spätere Wohnung des Deichvogts. |    |      |

## Barnitz

### Gruppen baulicher Anlagen in Barnitz
| Lage                                 | Bezeichnung              | Beschreibung | ID       | Bild |
| ------------------------------------ | ------------------------ | --- | -------- | ---- |
| Brackweg 53° 8′ 51″ N, 11° 10′ 11″ O | Siedlungskern (Ortskern) | Die Hofanlagen am Brackweg in Barnitz bilden den ehemaligen Siedlungskern des kleinen Dorfes. Der heutige Bestand formiert sich aus Bauten des 19. Jahrhunderts. Es handelt sich um die ehemaligen Hofstellen 4, 6 und 9. | 30825865 |      |

### Ehemalige Gruppe baulicher Anlagen in Barnitz
| Lage                                                   | Bezeichnung           | Beschreibung | ID | Bild |
| ------------------------------------------------------ | --------------------- | --- | -- | ---- |
| Barnitzer Straße 22, 24, 26 53° 8′ 59″ N, 11° 10′ 8″ O | Gruppe von Hofanlagen | Zwei Zweiständerhäuser wohl aus dem frühen 18. Jahrhundert, mit Nebengebäuden sowie ein Nachsiedlerhof von Ende des 19. Jahrhunderts. |    |      |

### Einzelbaudenkmale in Barnitz
| Lage                                           | Bezeichnung                  | Beschreibung | ID       | Bild |
| ---------------------------------------------- | ---------------------------- | --- | -------- | ---- |
| Barnitzer Straße 20 53° 8′ 59″ N, 11° 10′ 8″ O | Backhaus                     | Seltenes Backhaus von 1721 (renoviert). Auch wegen nutzungsbedingt häufiger Brände sind nur wenige derartige Backhäuser erhalten geblieben.                                                              | 30834798 |      |
| Barnitzer Straße 22 53° 9′ 0″ N, 11° 10′ 9″ O  | Wohn- und Wirtschaftsgebäude | Zweiständerhaus mit Backsteinausfachung unter Halbwalmdach. Errichtet in der ersten Hälfte des 18. Jahrhunderts. Ehemalige Hofstelle Nr. 1.                                                              | 30834817 |      |
| Barnitzer Straße 24 53° 9′ 1″ N, 11° 10′ 8″ O  | Wohn-/Wirtschaftsgebäude     | Zweiständerhaus mit Backsteinausfachung unter Halbwalmdach in Asbestzementschindeldeckung. Traufseitiger Stallanbau. Errichtet in der ersten Hälfte des 18. Jahrhunderts.                                | 30834838 | BW   |
| Brackweg 6 53° 8′ 50″ N, 11° 10′ 12″ O         | Wohn- und Wirtschaftsgebäude | Ehemalige Hirtenkate von 1803 in Zweiständerkonstruktion (renoviert); firstparallel zum Elbdeich ausgerichtet. Im Dielentorsturz sind alle fünf damaligen Hofbesitzer von Barnitz als Bauherren genannt. | 30834758 |      |
| Brackweg 7 53° 8′ 52″ N, 11° 10′ 12″ O         | Wohn-/Wirtschaftsgebäude     | Zweiständerhaus mit Backsteinausfachung, unter Halbwalmdach. Vollständig zu Wohnzwecken ausgebaut. Errichtet Anfang des 19. Jahrhunderts.                                                                | 30834779 | BW   |
| Brackweg 9 53° 8′ 52″ N, 11° 10′ 13″ O         | Scheune                      | Fachwerkbau mit Backsteinausfachung unter Satteldach in Hohlpfannendeckung. Errichtet 1891 (i). | 30834666 | BW   |
| Brackweg 9 53° 8′ 53″ N, 11° 10′ 13″ O         | Stall                        | Langgestreckter Fachwerkbau mit Backsteinausfachung, unter Satteldach in Hohlpfannendeckung. Errichtet Ende des 19. Jahrhunderts.                                                                        | 30834684 | BW   |

### Ehemalige Einzelbaudenkmale in Barnitz
| Lage                                           | Bezeichnung | Beschreibung | ID | Bild |
| ---------------------------------------------- | ----------- | ------------ | -- | ---- |
| Barnitzer Straße 22 53° 8′ 59″ N, 11° 10′ 6″ O | Stall       |              |    |      |

## Jasebeck

### Gruppen baulicher Anlagen in Jasebeck
| Lage                       | Bezeichnung                        | Beschreibung | ID       | Bild |
| -------------------------- | ---------------------------------- | --- | -------- | ---- |
| 53° 9′ 42″ N, 11° 8′ 17″ O | Gut Jasebeck, Gutshof (Baukomplex) | Das Gut Jasebeck bestand bereits im 14. Jahrhundert als Vorwerk der Burg Wehningen (später Schloss) auf dem gegenüberliegenden Elbufer. Besitzer waren u.a. die Grafen von Dannenberg und die Familie von Bülow. In seiner heutigen Form entstammt die Gutsanlage dem 19. und 20. Jahrhundert. Zum Ensemble gehören zwei Scheunen und das unter den Grafen von Bernstorff-Wehiningen 1927 erbaute neue Herrenhaus. | 43126392 |      |

### Einzelbaudenkmale in Jasebeck
| Lage                                  | Bezeichnung                             | Beschreibung | ID       | Bild |
| ------------------------------------- | --------------------------------------- | --- | -------- | ---- |
| Jasebeck 1 53° 9′ 44″ N, 11° 8′ 17″ O | Gutshaus Jasebeck, Herrenhaus (Bauwerk) | Gebäudegruppe aus drei Bauteilen: Das Haupthaus ist ein zweigeschossiger Putzbau unter ziegelgedecktem Walmdach mit der Schaufassade im Westen zum Elbdeich ausgerichtet. Errichtet 1927 durch Architekt Jürgen Freiherr von Wangenheim. Nach Osten schließt sich ein eingeschossiger Fachwerkbau unter Satteldach aus der ersten Hälfte des 19. Jahrhunderts an, daran angebaut ein dreigeschossiger gelber Backsteinbau unter Satteldach, errichtet Ende des 19. Jahrhunderts. | 37989481 | BW   |
| Jasebeck 1 53° 9′ 42″ N, 11° 8′ 16″ O | Scheune                                 | Massive Längsdurchfahrtsscheune in Backsteinmauerwerk unter ziegelgedecktem Halbwalmdach. Errichtet 1919 (i). | 43126307 | BW   |
| Jasebeck 1 53° 9′ 41″ N, 11° 8′ 17″ O | Scheune                                 | Fachwerkscheune mit Längsdurchfahrt und nachträglicher Quereinfahrt, unter Halbwalmdach. Errichtet in der ersten Hälfte des 19. Jahrhunderts. | 43126606 | BW   |
| Jasebeck 2 53° 9′ 48″ N, 11° 8′ 22″ O | Holländerei (Wohnhaus)                  | Fachwerkbau einer etwas abseits vom Herrenhaus des Gutes liegenden ehemaligen Holländerei; direkt am Elbdeich. | 30834112 |      |

## Landsatz

### Gruppen baulicher Anlagen in Landsatz
| Lage                                          | Bezeichnung | Beschreibung | ID       | Bild |
| --------------------------------------------- | ----------- | --- | -------- | ---- |
| Unter den Eichen 8 53° 9′ 12″ N, 11° 9′ 55″ O | Hofanlage   | Die Hofanlage besteht aus einem großen Wohn-/Wirtschaftsgebäude aus Fachwerk von 1849 und einem massiv in Backstein errichteten Stall vom Ende des 19. Jahrhunderts. Die Hofanlage liegt südwestlich des Elbdeiches. | 30825915 |      |
| Unter den Eichen 6 53° 9′ 11″ N, 11° 9′ 54″ O | Hofanlage   | Auf dem Hof steht ein Zweiständerhaus aus dem Jahr 1731. | 30825925 |      |

### Einzelbaudenkmale in Landsatz
| Lage                                           | Bezeichnung              | Beschreibung | ID       | Bild |
| ---------------------------------------------- | ------------------------ | --- | -------- | ---- |
| Unter den Eichen 1 53° 9′ 10″ N, 11° 9′ 48″ O  | Wohn-/Wirtschaftsgebäude | Hauptgebäude des Hofes ist ein Vierständerhaus von 1894 (Bild). Ferner war auf dem Hof früher ein Zweiständerhaus von 1801 mit reich verziertem Wirtschaftsgiebel vorhanden (heute jedoch nicht mehr); außerdem einige jüngere Nebengebäude.                                           | 30834093 |      |
| Unter den Eichen 3 53° 9′ 13″ N, 11° 9′ 49″ O  | Wohn-/Wirtschaftsgebäude | Das Zweiständerhaus gilt als das älteste Gebäude des Dorfes. Es dürfte im Kern (sonst stark verändert) aus der zweiten Hälfte des 17. Jh. stammen. Errichtet 1700 (i). | 30834002 |      |
| Unter den Eichen 6 53° 9′ 11″ N, 11° 9′ 53″ O  | Wohn-/Wirtschaftsgebäude | Das Hauptgebäude ist ein vollständig erhaltenes Zweiständerhaus von 1731. | 30833926 |      |
| Unter den Eichen 6 53° 9′ 11″ N, 11° 9′ 54″ O  | Stall                    | Gestreckter Wandständerbau mit Backsteinausfachung. Kleines Zwerchhaus in der hofseitigen Dachfläche. Futterküche am Südgiebel. Satteldach in Hohlpfannendeckung. Zusammengebaut mit dem nördlich anschließenden zweiten Stall (KZ 354003.00054). Errichtet Ende des 19. Jahrhunderts. | 30833890 | BW   |
| Unter den Eichen 6 53° 9′ 11″ N, 11° 9′ 54″ O  | Stall                    | Niedriger, gestreckter Wandständerbau mit Backsteinausfachung. Jüngere Fenstereinbauten hofseitig. Satteldach in Hohlpfannendeckung. Zusammengebaut mit dem südlichen anschließenden zweiten Stall (KZ 354003.00055). Errichtet in der Mitte des 19. Jahrhunderts.                     | 30833908 | BW   |
| Unter den Eichen 8 53° 9′ 12″ N, 11° 9′ 55″ O  | Wohn-/Wirtschaftsgebäude | Vierständerhaus in Fachwerk mit Backsteinausfachung unter Halbwalmdach in Hohlpfannendeckung. Errichtet 1849 (i). | 30833869 | BW   |
| Unter den Eichen 8 53° 9′ 12″ N, 11° 9′ 56″ O  | Stall                    | Langgestreckter Backsteinbau unter Satteldach in roter Doppelmuldensteindeckung. Futterküche am Südgiebel. Zwerchhaus mittig in der hofseitigen Dachfläche. Errichtet Ende des 19. Jahrhunderts.                                                                                       | 30833947 | BW   |
| Unter den Eichen 11 53° 9′ 15″ N, 11° 9′ 53″ O | Wohn-/Wirtschaftsgebäude | Vierständerhaus von 1879; anders als die anderen Höfe nicht mit dem Wirtschaftsgiebel, sondern mit dem Wohngiebel zum Erschließungsweg hin ausgerichtet. Lage direkt am Elbdeich. | 30833983 |      |